# HD 189733 b

Plakat NASA

HD 189733 b – planeta pozasłoneczna orbitująca wokół gwiazdy HD 189733A znajdującej się w odległości około 60 lat świetlnych od Ziemi. Planeta została odkryta w 2005 i należy do kategorii gorących jowiszy. Jej masa wynosi około 1,14 MJ, a jej średnica 1,14 średnicy Jowisza. Okrąża gwiazdę HD 189733A w odległości około 0,0313 jednostek astronomicznych. Jeden okres orbitalny HD 189733 b trwa około 2,219 dnia. Sądzi się, że gorące jowisze na tak ciasnych orbitach wykazują sprzężenie okresu obiegu i obrotu, zwracając się stale jedną półkulą w stronę gwiazdy.

## Atmosfera
W lipcu 2007 na podstawie obserwacji wykonanych przy pomocy Kosmicznego Teleskopu Spitzera ustalono z dużym prawdopodobieństwem obecność pary wodnej w atmosferze planety. W grudniu 2007 grupa naukowców ogłosiła fakt bezpośredniej obserwacji spolaryzowanego światła rozpraszanego przez atmosferę planety HD 189733 b. W 2008 w atmosferze planety odkryto ślady metanu oraz dwutlenku węgla. Poprawienie precyzji pomiaru doprowadziło do wykrycia w 2010 bardzo wysokiej zawartości metanu na stronie dziennej planety. W 2019 roku, dzięki wykorzystaniu instrumentu PEPSI (Potsdam Echelle Polarimetric and Spectroscopic Instrument), zainstalowanego na teleskopie LBT w Arizonie, wykryto obecność potasu w atmosferze planety.
W 2010 i 2011 w czasie tranzytu planety przed jej słońcem zaobserwowano znaczne zwiększenie parowania jej atmosfery, traciła ona około 1000 ton gazu na sekundę. Związane jest to zapewne w gwałtownymi rozbłyskami słonecznymi na powierzchni HD 189733A w zakresie promieniowania rentgenowskiego, które rozgrzewają górne warstwy atmosfery.